# EGP
EGP (сокр. от англ. Exterior Gateway Protocol, протокол внешнего шлюза) — устаревший протокол обмена информации между маршрутизаторами нескольких автономных систем. Разработан в 1982-1984 годах. Впоследствии был заменён на BGP.

## Типы сообщений
- Request — Запрос на захват соседей и/или установки настроек опроса
- Confirm — Подтверждение запроса request
- Refuse —  Отказ в захвате соседей
- Cease —  Запрос на перезахват соседей
- Cease-ack — подтверждение перезахвата соседей
- Hello — проверка доступности соседей
- I-H-U — ответ на запрос о доступности (англ. I hear you, я тебя слышу)
- Poll — запрос на обновление информации о доступности сети
- Update — обновление информации о доступности сети
- Error — ошибка

## Формат заголовка сообщения
| байт | значение                    |
| ---- | --------------------------- |
| 1    | версия (англ. version)      |
| 2    | тип сообщения (англ. type)  |
| 3    | код сообщения (англ. code)  |
| 4    | статус (англ. status)       |
| 5-6  | контрольная сумма (2 байта) |
| 7-8  | Номер автономной системы    |
| 9-10 | Порядковый номер сообщения  |

## RFC
- RFC 827
- RFC 904